# ارتعاش العدسة
ارتعاش العدسة أو اهتزاز العدسة (بالإنجليزية: Phacodonesis)‏ عادةً ماتحدث أثناء حركة العين. غالبًا ما تحدث هذه الظاهرة بسبب انتباذ العدسة، وهو خلع غير كامل أو جزئي للعدسة، والتي تحدث بسبب إصابة في العين حيث يتم تدمير بعض أو معظم الأربطة المعلقة للعدسة.

## روابط خارجية
- An example of phacodonesis على يوتيوب